# Александър Божинов (Копривщица)
 Тази статия е за художника от Копривщица.  За художника от Свищов вижте Александър Божинов.  
Александър Негриев Божинов (р. 1 декември 1926 – п. 19 ноември 2003) е български общественик от Копривщица. Наричан е „последният копривщенски бохем“, съименик е на известния художник Александър Божинов.
Музеен и читалищен деятел през целия си живот. Роден е в семейство на преселници от Македония в родната къща на Брайко Енев, стотник на въстаниците, убит от турците след Априлското въстание от 1876 г. Завършил е журналистика в Софийския университет.

## Дейност
Съавтор е на първата експозиция и самобитен екскурзовод в Къща музей „Димчо Дебелянов“. Той е самоук творец живописец и акварелист.
Дълги години е журналист и водещ в местното кабелно радио на ОбС – „радиоточката“ – до пенсионирането си през 1988 г., винаги с вратовръзка със стегнат възел дори и през лятото, позахабени панталони с изгубени във времето ръбове и поизмачкано сако, което често носи небрежно прехвърлено през рамо, гладко и старателно обръснат и сресан. Неповторим диктор е при ежегодното възпроизвеждане на сцените от Априлското въстание, самобитен актьор и радиоводещ, чиито басови превъплъщения се пазят и до днес в радиовъзел Копривщица.
| „ | Александър Божинов, Сашо Божинов – художник, чудак, чешит, странна птица, бохем и просто образ, който ще остане в паметта на съвременниците си и може би на поколенията по-късно с необикновената си осанка, излъчване и харизма. | “ |

Божинката почива в пълна мизерия и отчуждание от хората и света в родната си къща на 19 ноември 2003 г.